# Río Kuno

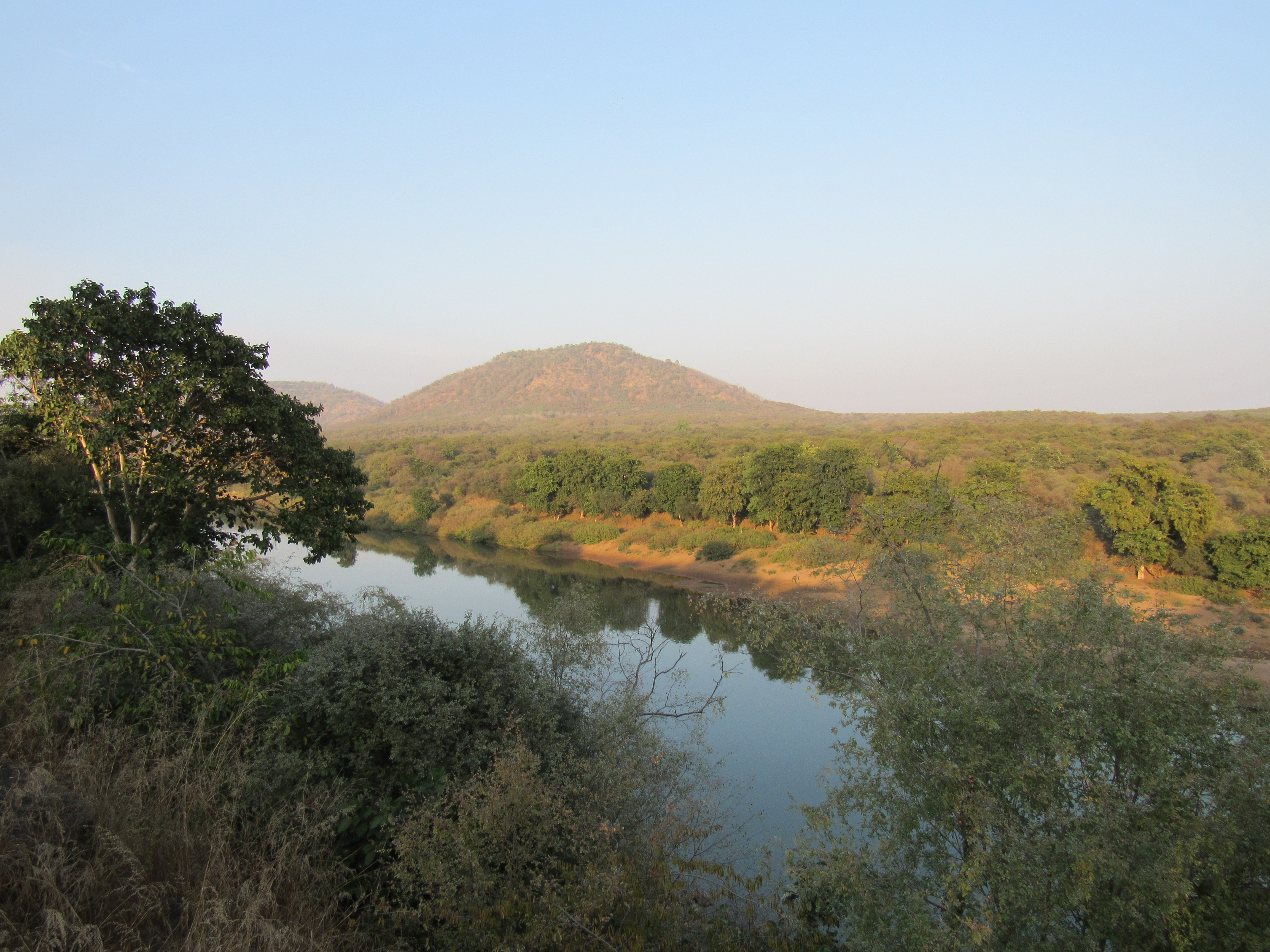
Parque nacional Kuno

El río Kuno es un corto río de la India, uno de los principales tributarios del río Chambal. Fluye a través del parque nacional Kuno de sur a norte, drenando los otros riachuelos y tributarios hacia el río Chambal en la ciudad de Morena, en la frontera entre Madhya Pradesh y Rajastán. Tiene 180 km de largo y nace en la meseta de Shivpuri.
Pasa a través de los distritos de Guna, Shivpuri, Baran, Sheopur y Morena.
Una de las especies más icónicas que se encuentran en la región del río Kuno son los guepardos. El Santuario de Vida Silvestre de Kuno se estableció en parte para proporcionar un refugio seguro para los leones asiáticos. El gobierno indio ha estado trabajando para reintroducir leones asiáticos en la región como parte de un esfuerzo mayor para restaurar su área de distribución histórica.
- Datos: Q16879662